# Stolper- und Gedenksteine im Středočeský kraj

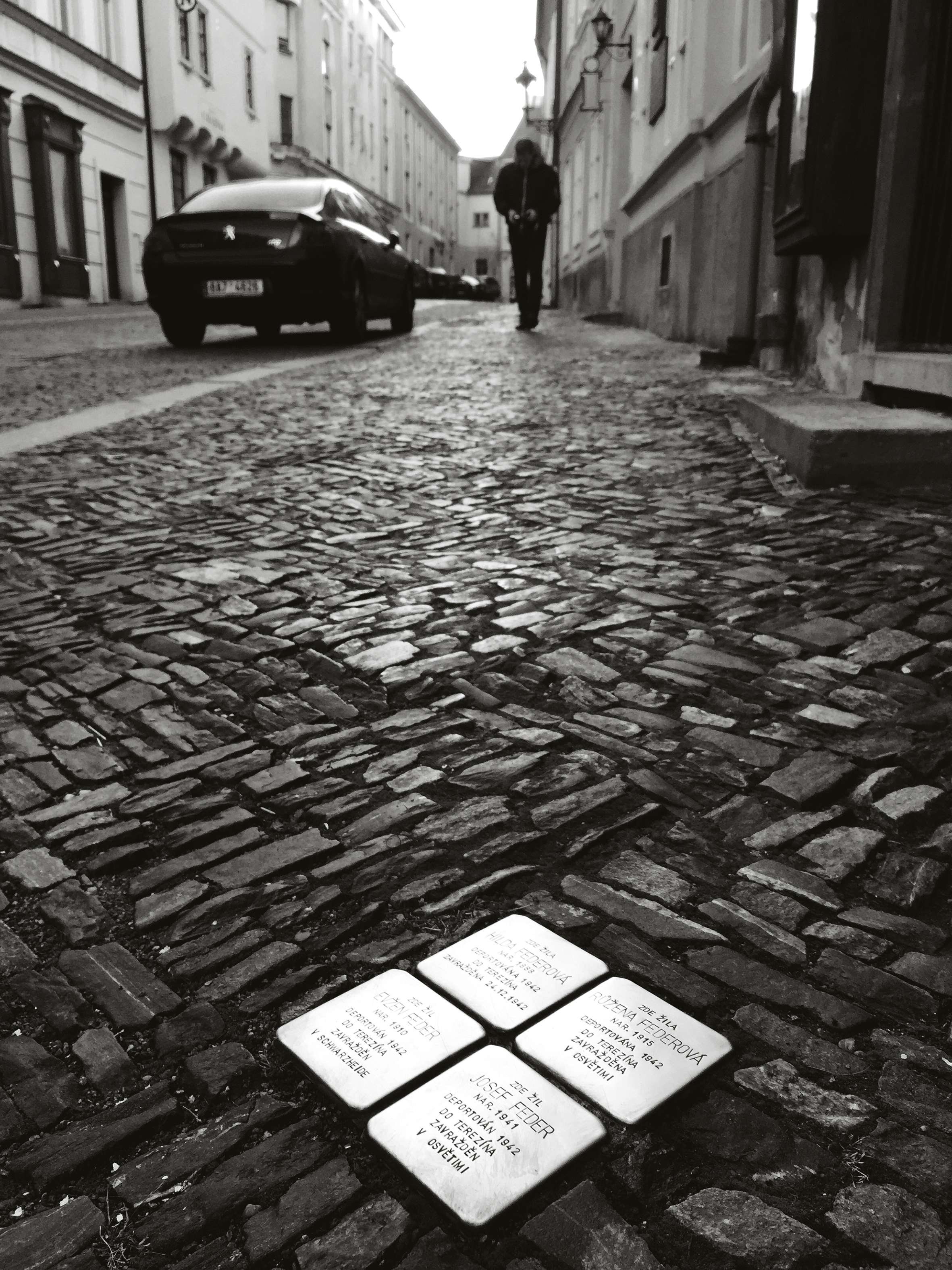
Stolpersteine für die Familie Feder in Kolín

Die Stolpersteine im Středočeský kraj geben einen Überblick über die Stolpersteine in der tschechischen Region Středočeský kraj (deutsch: Mittelböhmische Region), die an das Schicksal jener Menschen aus dieser Region erinnern, die von den Nationalsozialisten ermordet, deportiert, vertrieben oder in den Suizid getrieben wurden. Die Stolpersteine wurden von Gunter Demnig verlegt.
Weiters werden auch die Gedenksteine für NS-Opfer berücksichtigt, die den Demnig'schen Stolpersteinen nachempfunden sind. Sie unterscheiden sich jedoch von diesen in zumindest zwei Aspekten: Sie sind deutlich größer (ca. 20 × 20 cm) und die Inschriften wurden nicht von Hand gefertigt.

## Stolpersteine

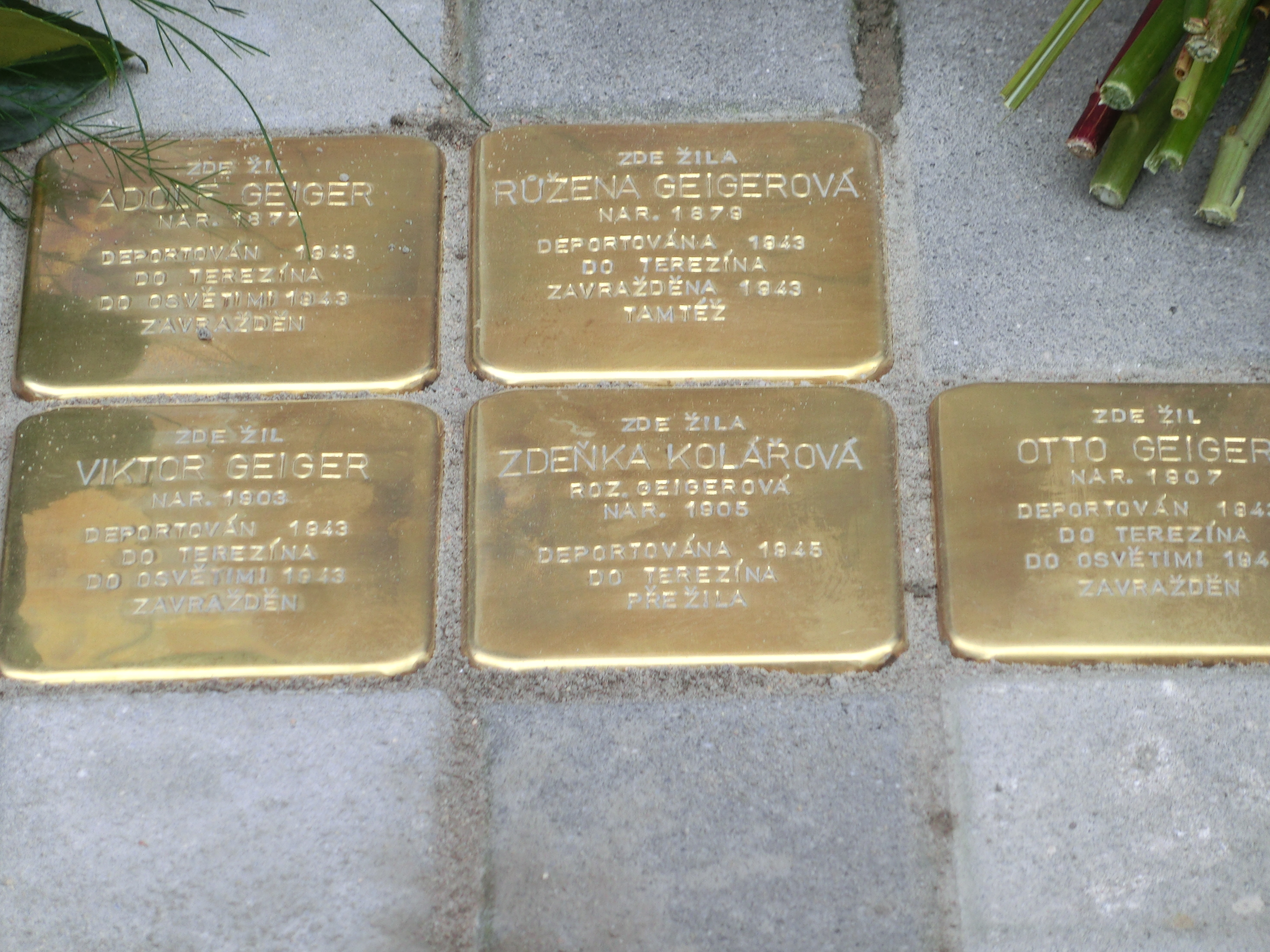
Familie Geiger Milovice nad Labem
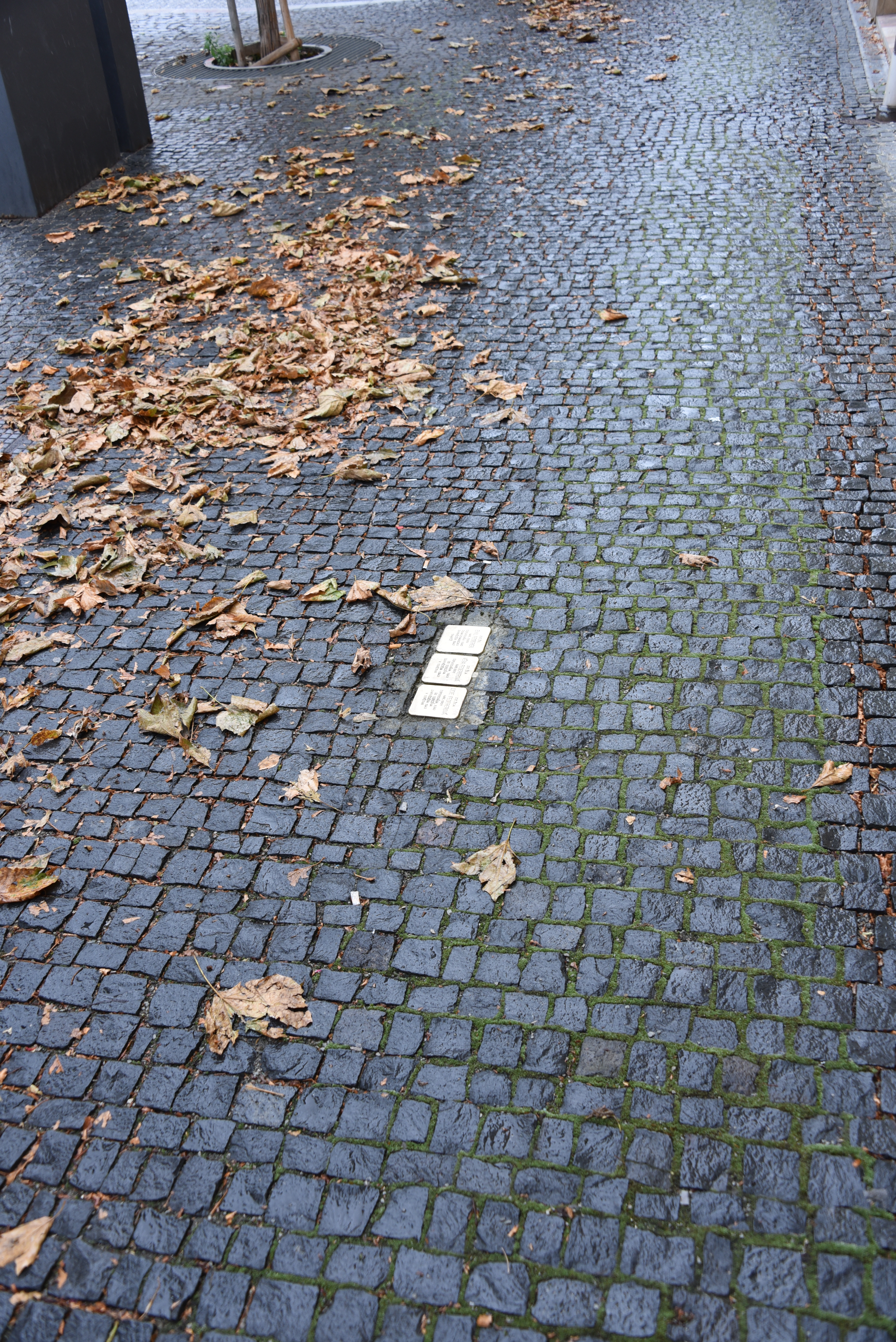
Familie Feder Mladá Boleslav
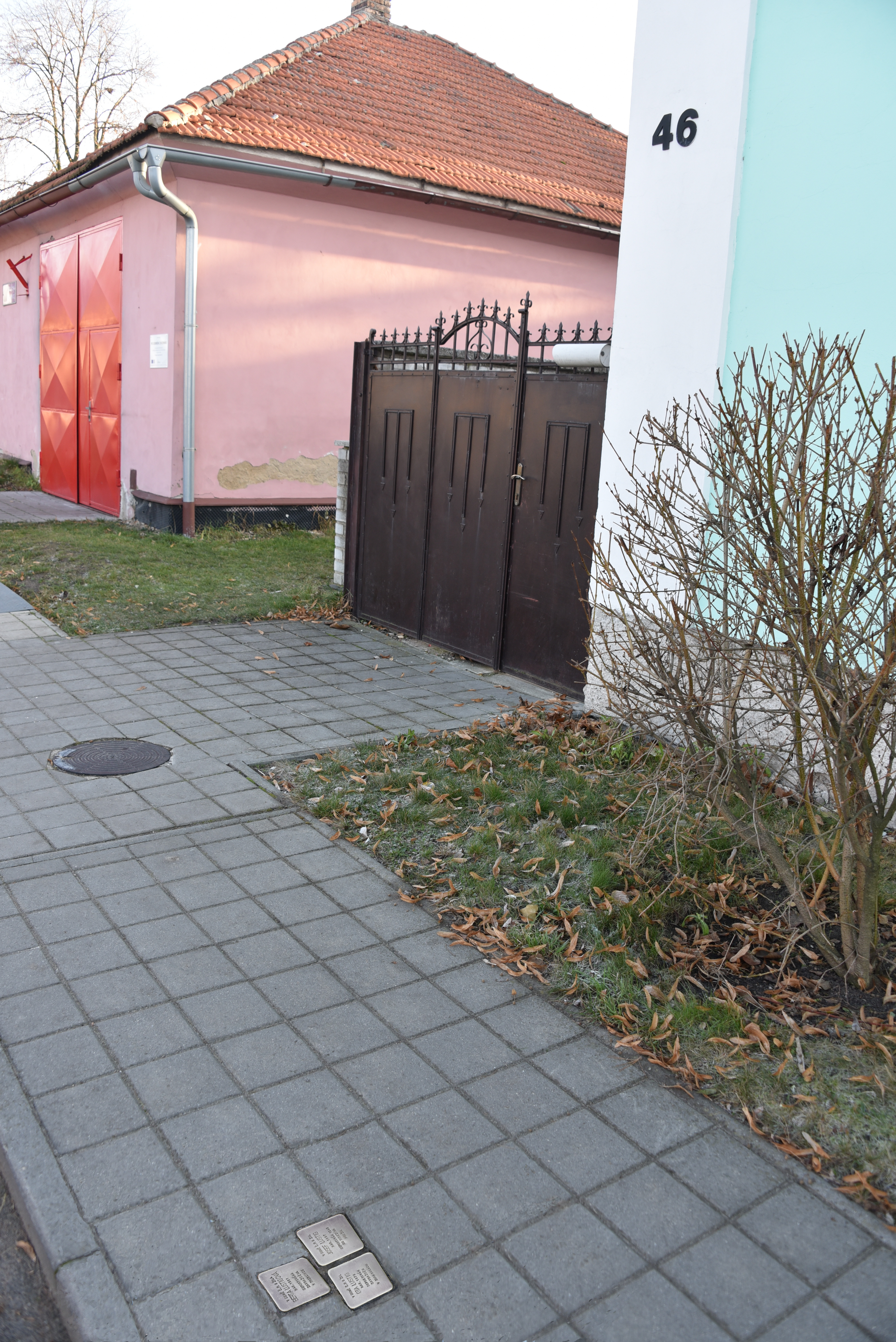
Familie Lustig Ratenice

Die Verlegungen der Stolpersteine erfolgten – laut Demnigs Website – in Kolín am 10. Oktober 2008 und am 6. November 2009,  in Ratenice am 29. Oktober 2012, die Verlegungen in Neratovice erfolgten 2010 und 2011 (nicht auf Demnigs Webseite aufgeführt), in Milovice nad Labem und Mladá Boleslav am 13. September 2014, sowie in Kutná Hora am 2. August 2016.
- Liste der Stolpersteine in Kolín, 30 Stolpersteine
- Liste der Stolpersteine in Kutná Hora, 23 Stolpersteine
- Liste der Stolpersteine in Milovice nad Labem, 5 Stolpersteine
- Liste der Stolpersteine in Mladá Boleslav, 11 Stolpersteine
- Liste der Stolpersteine in Neratovice, 17 Stolpersteine
- Liste der Stolpersteine in Ratenice, 3 Stolpersteine

## Gedenksteine

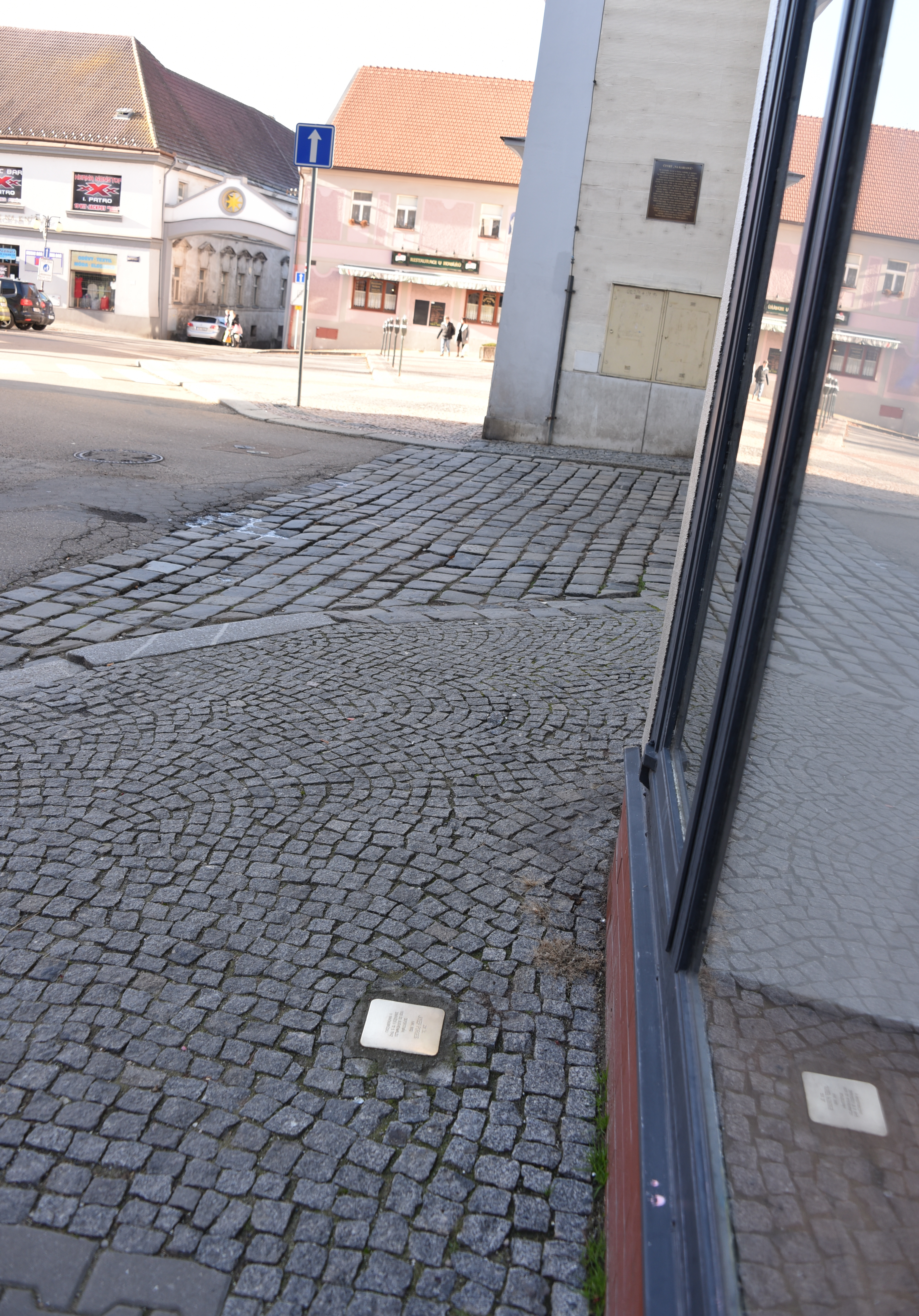
Gedenkstein in Benešov

In Benešov wurden am 7. Mai 2015 Nachahmungen der Demnig'schen Stolpersteine verlegt:
- Liste der Gedenksteine für NS-Opfer in Benešov (7 Gedenksteine)